# Henri Galinié
Henri Galinié est un archéologue français, spécialiste de l'Antiquité, du Moyen Âge et de la transition entre ces deux époques. Il est également un des promoteurs du statut particulier de l'archéologie urbaine.
Depuis sa retraite, il se consacre à l'étude historique des cépages en France, et spécifiquement du Val de Loire.

## Biographie et travaux
Né le 2 mars 1946 à Nouméa (Nouvelle-Calédonie), Henri Galinié s'installe en métropole en 1959. À l'issue d'études poursuivies à Paris (La Sorbonne) et à Caen, il est titulaire d'un doctorat d'Histoire obtenu en 1981 à l'université de Caen à l'issue d'une thèse consacrée à la topographie de Tours du IVe au XIe siècle. Il suit parallèlement une formation en archéologie à Winchester (Hampshire, Royaume-Uni) où il participe au chantier de fouilles du Wolvesey Castle (en) sous la direction de Martin Biddle (en).
Henri Galinié s'installe à Tours en 1970. Après une période de huit ans où il enseigne à l'Institut universitaire de technologie de Tours, il intègre le Centre national de la recherche scientifique (CNRS). Enseignant en archéologie à l'Université François-Rabelais de Tours depuis 1992, il est directeur de thèses pour de nombreux doctorants en Histoire.
S'attachant à faire reconnaître le statut spécifique de l'archéologie en milieu urbain,, (Jean-Mary Couderc, cité par Pierre Audin, l'a qualifié de « maître d'œuvre de la révolution archéologique urbaine à Tours »), Henri Galinié est le fondateur du Laboratoire d'archéologie urbaine de Tours (LAUT) en 1973 ; en 1984, le LAUT est transformé en Centre national d'archéologie urbaine (CNAU) dépendant du ministère de la Culture, et Henri Galinié en assure la direction de 1984 à 1992. Cette structure est alors remplacée par le Laboratoire archéologie et territoires (LAT), structure propre au CNRS puis mixte, à la faveur d'un rapprochement entre le CNRS et l'Université François-Rabelais ; Henri Galinié est à sa tête jusqu'en 2003. C'est toujours avec le même objectif qu'il organise du 17 au 20 novembre 1980, à Tours, à la demande du ministère de la Culture le premier Colloque international d'Archéologie urbaine.
Archéologue de terrain, il conduit de nombreux chantiers de fouilles à Tours et en Touraine, dont :
- 1969-1974 : Saint-Pierre le Puellier (Tours)[11]
- 1974-78 : Le château de Tours (Tours)[Note 2]
- 1978-82 : Les archives départementales (Tours)[12]
- 1979-82 : Le cloître Saint-Martin (Tours)[13]
- 1995-2001 : Rigny-Ussé[14].
- 2000-2003 : Le square Prosper-Mérimée (Tours)[15].

Il est également connu, comme auteur, co-auteur ou directeur de publication, pour ses articles et ouvrages sur la ville de Tours à l'époque antique et médiévale et pour sa contribution à une meilleure connaissance de la transition Antiquité/Moyen Âge en milieu urbain (concept archéologique des terres noires) :
- Henri Galinié (H.G.), Bernard Randoin et al., Les archives du sol à Tours : survie et avenir de l’archéologie de la ville, Tours, La Simarre, 1979, 63 p.
- H.G., Recherches sur la topographie de Tours (IVe-XIe siècle.), 1981, 576 p..
- (de) H.G., « L'archéologie urbaine française face à des choix, Actes du Colloque « Archaologisch-historischen Stadtforshung », (Münster 1982) », Lübecker Schriften zur Archaölogie und Kulturgeschichte, no 14,‎ 1988, p. 163-170.
- (it) H.G., « L'archéologie urbaine française, recherche et information, Actes du colloque « Roma e le capitali europee dell'archeologia », (Rome, 1991) », Eutopia, vol. I, no 2,‎ 1991, p. 125-132.
- H.G. et Manuel Royo, Atlas des villes et des réseaux de villes en région Centre : Fascicule 2, Archea, 1994, 73 p. (ISBN 978-2-9507320-2-6).
- (en) Catherine E. Karkov (dir.), Kelly M. Wickham-Crowley (dir.), Bailey K. Young (dir.) et H.G., Spaces of the Living and the Dead : An Archaeological Dialogue, New-York, Oxbow Books, coll. « American Early Medieval Studies », 1999, 162 p. (ISBN 978-1-900188-81-4 et 1-900188-81-3), « Tours from an archaeological standpoint ».
- (en) Richard Macphail, H.G. et Frans Verhaeghe, « A future for Dark earth? », Antiquity, vol. 77, no 296,‎ 2003, p. 349-358.
- H.G., « L'expression « terres noires », un concept d'attente », Les petits cahiers d'Anatole, no 15,‎ juin 2004 (lire en ligne [PDF]).
- H.G. (dir.), Tours antique et médiéval. Lieux de vie, temps de la ville. 40 ans d'archéologie urbaine, 30e supplément à la Revue archéologique du Centre de la France (RACF), numéro spécial de la collection Recherches sur Tours, Tours, FERACF, 2007, 440 p. (ISBN 978-2-913272-15-6)
- H.G., Ville, espace urbain et archéologie, Presses universitaires François-Rabelais, 2013, 136 p. (ISBN 978-2-86906-350-1, lire en ligne).
- H.G., Philippe Husi, James Motteau et al., Des Thermes de l'Est de Caesarodunum au Château de Tours : le site 3 : 50e supplément à la Revue archéologique du Centre de la France (RACF), Tours, FERACF, coll. « Recherches sur Tours 9 », juin 2014, 170 p. (ISBN 978-2-913272-36-1), partie électronique en ligne : http://citeres.univ-tours.fr/rt9/

Une liste de publications plus complète est disponible sur consultation de la Base Malraux (Ministère de la Culture et de la Communication).
Il crée les revues d'archéologie Recherches sur Tours (10 volumes parus entre 1981 et 2014), À propos d'archéologie urbaine et relance la Revue archéologique du Centre de la France.
À la fin de l'année universitaire 2008, retraite oblige, Henri Galinié quitte l'enseignement et le CNRS avec le titre de directeur de recherches honoraire. Il continue toutefois à publier des articles et des comptes rendus de chantiers de fouilles et se consacre à l'ampélographie rétrospective, spécifiquement en Touraine par l'intermédiaire d'un blog, et plus largement pour la France à travers plusieurs publications dont la transcription de L'enquête de Nicolas Dupré de Saint-Maur pour fixer la nomenclature de la vigne (1782-1784) ainsi que la coordination du projet CepAtlas.

## Publications
Publications de Henri Galinié (mentionné H. G. dans la liste des auteurs).

### Période 1974-1980
- H. G. et D. Schweitz, « Une production de céramique commune à Tours au XVe siècle », Mémoire de la Société Archéologique de Touraine, t. 8,‎ 1974, p. 90-99
- H. G. et al., « Fouilles archéologiques sur le site de Saint-Pierre-le-Puellier à Tours (1969-1974), rapport préliminaire », Bulletin de la Société Archéologique de Touraine, t. XXXVIII,‎ 1976, p. 155-172
- H. G., « La résidence des comtes d'Anjou à Tours au XIe siècle », Archéologie Médiévale, no 7,‎ 1977, p. 95-107
- H. G., « Archéologie et topographie historique de Tours, IVe-XIe siècle », Zeitschrift für Archäologie des Mittelalters, no 6,‎ 1978, p. 33-56
- H. G., « Fouilles archéologiques sur le site du Château de Tours (1974-1978), rapport préliminaire », Bulletin de la Société Archéologique de Touraine, t. XXXVIII,‎ 1978, p. 638-662
- H. G., « Compte rendu de Winchester Studies I, Winchester in the early Middle Ages », Archéologie Médiévale, no 8,‎ 1978, p. 307-313
- H. G. et Bernard Randoin, Les Archives du sol à Tours, survie et avenir de l'archéologie de la ville, 1978 lieu=tours, 72 p.
- H. G., « Droit de cité pour l'archéologie urbaine », Nouvelles de l'Archéologie, no 0,‎ 1979, p. 6-10
- H. G. et al., « Fouilles archéologiques à Tours (1978-1979), rapport préliminaire », Bulletin de la Société Archéologique de Touraine, t. XXXIX,‎ 1979, p. 201-248
- H. G., « Regard sur l'archéologie urbaine française », Universalia, no 80,‎ 1980, p. 411-413
- H. G., De la stratigraphie à la chronologie, in L'archéologie aujourd'hui, Paris, A. Schnapp, coll. « Bibliothèque d'archéologie », 1980 (lire en ligne), p. 63-85
- H. G. et al., « Fouilles archéologiques à Tours, 1980, rapport préliminaire », Bulletin de la Société Archéologique de Touraine, t. XXXIX,‎ 1980, p. 607-649

### Période 1981-1990
- H. G., « La notion de territoire à Tours aux IXe et Xe siècles », Recherches sur Tours, Tours, no 1,‎ 1981, p. 73-84
- H. G., « Eléments d'un atelier de potier du Bas Moyen Âge à Tours », Recherches sur Tours, Tours, no 1,‎ 1981, p. 131-137
- H. G. et al., « Fouilles archéologiques à Tours, 1980, rapport préliminaire », Bulletin de la Société Archéologique de Touraine, t. XXXIX,‎ 1981, p. 1041-1084
- H. G., « Compte rendu de Ph. Holdsworth : Excavations at Melbourne Street, Southampton », Archéologie Médiévale, t. XI,‎ 1981, p. 348-349
- H. G., « L'archéologie urbaine », Actes du colloque international d'archéologie urbaine, Tours, 1980, Paris,‎ 1982, p. 21-25
- H. G., « Expérience d'archéologie urbaine à Tours (1973-1980) », Actes du colloque international d'archéologie urbaine, Tours, 1980, Paris,‎ 1982, p. 79-82
- Tours, Actes du colloque international d'archéologie urbaine Tours 1980, Paris 1982, 721-730.
- Compte rendu de Ph. CRUMMY, Aspects of Anglo saxon and Norman Colchester, Archeologie Médiévale XII, 1982, 397-399.
- La céramique peinte carolingienne de Tours, Mélanges d'archéologie et d'histoire médiévales en l'honneur du Doyen Michel de Boüard, Genève-Paris 1982, 171-177.
- H. G. et al. - Fouilles archéologiques à Tours, 1982, rapport préliminaire, Bull. de la Soc. Archéol. de Touraine 40, 1982, 153-199.